# باب المقام (مسلسل)
باب المقام مسلسل سوري درامي من تأليف محمد أبو معتوق وإخراج فهد ميري، أُنتج عام 2008 

## قصة المسلسل
تدور أحداث العمل في مدينة حلب أوائل الخمسينيات من القرن الماضي يعالج العمل قضية الخلاف بين الفكر المتنور والفكر المتزمت بين شقيقين على خلفية قصة حب جميلة في إطار العادات والتقاليد الحلبية في تلك الفترة

## الممثلون المشاركون
- رواد عليو
- عمر حجو
- قاسم ملحو
- روعة ياسين
- الليث المفتي
- مرح جبر
- سامر كاسوحة
- رندة مرعشلي
- بشار إسماعيل
- ريم زينو
- هدى الركبي
- فاتن شاهين
- محمد خير الجراح
- اسامة السيد يوسف
- ماري جغل